# Higashiyamato
Higashiyamato-shi (東大和市, Higashiyamato-shi) est une ville de la métropole de Tokyo, au Japon.

## Géographie

### Situation
Higashiyamato est située dans le centre-nord de Tokyo, à la limite avec la préfecture de Saitama.

### Municipalités limitrophes
| Tokorozawa      | Tokorozawa    | Higashimurayama |
| Musashimurayama | Higashikurume | Higashimurayama |
| Tachikawa       | Kodaira       | Kodaira         |

### Démographie
En février 2022, la population de la ville de Higashiyamato était de 85 249 habitants répartis sur une superficie de 13,42 km2.

## Histoire
La localité de Yamato a été fondée le 1er novembre 1919 en tant que village, puis est devenue un bourg le 3 mai 1954 et enfin une ville le 1er octobre 1970 et prit le nom de Higashiyamato.

## Transports
Higashiyamato est desservie par la ligne Hajima de la Seibu et par le monorail Tama Toshi.

## Jumelage
Higashiyamato est jumelée avec Yamato dans la préfecture de Fukuoka (aujourd'hui intégré à la ville de Kitakata).